# Merga tergestina
Merga tergestina is een hydroïdpoliep uit de familie Pandeidae. De poliep komt uit het geslacht Merga. Merga tergestina werd in 1912 voor het eerst wetenschappelijk beschreven door Neppi & Stiasny. 